# Sidmar Antônio Martins
Sidmar Antônio Martins (sinh ngày 13 tháng 6 năm 1962) là một cầu thủ bóng đá người Brasil.

## Sự nghiệp câu lạc bộ
Sidmar Antônio Martins đã từng chơi cho Shimizu S-Pulse và Fujieda MYFC.

## Thống kê câu lạc bộ

### J.League
| Đội             | Năm       | J.League | J.League | J.League Cup | J.League Cup | Tổng cộng | Tổng cộng |
| Đội             | Năm       | Trận     | Bàn      | Trận         | Bàn          | Trận      | Bàn       |
| --------------- | --------- | -------- | -------- | ------------ | ------------ | --------- | --------- |
| Shimizu S-Pulse | 1993      | 17       | 0        | 6            | 0            | 23        | 0         |
| Shimizu S-Pulse | 1994      | 30       | 0        | 1            | 0            | 31        | 0         |
| Shimizu S-Pulse | 1995      | 14       | 0        | -            | -            | 14        | 0         |
| Fujieda MYFC    | 2017      | 0        | 0        | -            | -            | 0         | 0         |
| Tổng cộng       | Tổng cộng | 61       | 0        | 7            | 0            | 68        | 0         |